# Талалаев, Андрей Викторович
Андре́й Ви́кторович Талала́ев (род. 5 октября 1972, Москва) — советский и российский футболист, нападающий. После окончания игровой карьеры — тренер.

## Карьера игрока
Дебютировал в основном составе московского «Торпедо» в 1991 году, провёл в чемпионате СССР пять матчей. «Торпедо» тогда завоевало бронзовые медали. В 1992 году был игроком стартового состава. В чемпионате России провёл 18 матчей и забил три гола. Осенью в матче Кубка УЕФА забил гол в ворота мадридского «Реала».
В 1993 году стал обладателем Кубка России. В 1994 году во второй половине сезона выступал за «КАМАЗ». В 1995 году вернулся в «Торпедо». В 1996 году перешёл в «Динамо-Газовик» (Тюмень). В первом дивизионе забил 13 голов и помог клубу вернуться в высшую лигу. В 1997 году не попадал в основной состав «Тюмени» и по ходу сезона перешёл в «Томь» и помог команде выйти в первый дивизион. Далее отправился в итальянский «Тревизо». После возвращения в Россию играл за «Локомотив» (Нижний Новгород) и «Томь» в 1999 году.
В высшей лиге России сыграл 69 матчей, забил 8 мячей.

## Тренерская карьера
В 1999—2003 годах работал тренером в СДЮШОР «Торпедо-ЗИЛ» с футболистами 1988 и 1993 годов рождения.
В 2004 году вошёл в штаб Невио Скалы в качестве тренера-переводчика в московском «Спартаке».
С 2005 по 2010 год возглавлял юношескую сборную России 1990 года рождения, с июня по декабрь 2010 — юниорскую сборную (до 20 лет), созданную на основе команды из игроков 1990 года рождения, а в 2009—2010 годах также юношескую сборную России (до 15 лет). 13 декабря 2010 года покинул посты в юношеской (до 15 лет) и юниорской сборных. В качестве наставника юношеской сборной России воспитал Алана Дзагоева.
В январе 2011 года возглавил молодёжную команду «Ростова». С 20 июня по 1 августа был исполняющим обязанности главного тренера «Ростова». В августе 2011 года покинул команду, после того как пост главного тренера занял Сергей Балахнин.
После назначения Фабио Капелло главным тренером сборной России мог войти в тренерский штаб национальной команды, но, по его словам, проработав три недели, он получил предложение, которое его не устроило.
16 августа 2012 года вошёл в тренерский штаб Юрия Красножана в «Кубани», но менее чем через полгода покинул пост.
С июля 2013 года помогал тренерскому штабу московского ЦСКА в просмотре соперников.
3 февраля 2014 года стал главным тренером любительского клуба «Росич», но уже в конце марта 2014 года возглавил клуб «Волга», который тренировал до его расформирования после сезона 2015/16. Под его руководством команда вылетела из Премьер-лиги, а в первенстве ФНЛ занимала 13-е и 10-е места.
8 сентября 2016 года стал главным тренером «Тамбова», выступавшего в ФНЛ. На тот момент после 11 туров команда занимала 17-е место, имея в активе 10 очков. Однако в следующих 27 играх команда набрала 47 очков и заняла в итоге 5-е место. В сезоне 2017/18 клуб занял 4-е место, набрав 68 очков, пробившись в стыковые матчи за место в Премьер-лиге, где уступил «Амкару». После этого Талалаев покинул клуб.
В июне 2018 года возглавил ереванский «Пюник». По его словам, одним из ключевых факторов для переезда в Армению было получение еврокубкового опыта. В квалификации Лиги Европы 2018/19 команда прошла два раунда (выбив «Вардар» и «Тобол») и уступила в третьем («Маккаби» Тель-Авив). 2 декабря в матче против «Гандзасара» (1:3) оскорбил четвёртого судью и был удалён, а 6 декабря — дисквалифицирован до 31 мая 2019 года. После подачи «Пюником» апелляции срок дисквалификации Талалаева был сокращён до 31 марта. В конце декабря признан тренером года в Армении. 9 апреля 2019 покинул клуб «по семейным обстоятельствам», а на следующий день возглавил клуб ФНЛ «Химки».

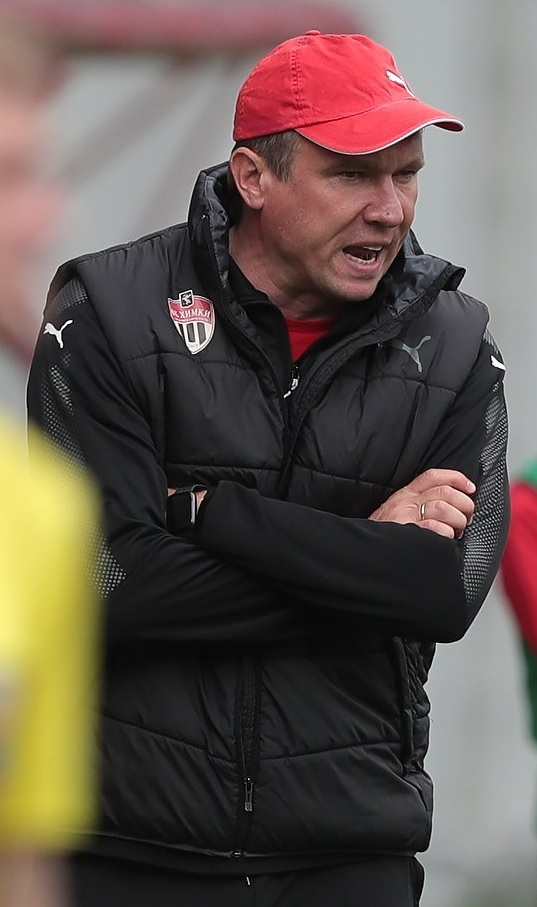
Талалаев с «Химками» в 2019 г.

Под его руководством после 25 туров «Химки», набрав 50 очков, занимали третье место в турнирной таблице ФНЛ сезона 2019/20, однако тренер ушёл в отставку, поскольку поменялся вектор развития клуба — сообщалось, что упор будет делаться на молодёжь и выход в РПЛ в итоге будет предполагаться.
28 июня 2020 года сменил Миодрага Божовича на посту главного тренера самарских «Крыльев Советов» (которые в сезоне 2019/20 на момент его назначения замыкали турнирную таблицу РПЛ), заключив двухгодичное соглашение. 25 июля 2020 года пресс-служба клуба сообщила о том, что специалист покидает клуб. Спасти «Крылья Советов» от вылета ему не удалось — команда заняла 15-е место в турнирной таблице.
26 июля 2020 года возглавил грозненский «Ахмат», подписав контракт на три года. 11 сентября 2022 года пресс-служба «Ахмата» сообщила об увольнении Талалаева.
13 октября 2022 года был назначен главным тренером московского «Торпедо». Под его руководством команда провела 12 матчей, и потерпела 9 поражений. 22 марта 2023 года контракт с клубом был расторгнут по соглашению сторон. По сообщению издания «РБ Спорт» одной из причин разрыва контракта стало то, что Талалаеву отказали в проведении сборов клуба в Краснодаре во время паузы на матчи сборных команд.
11 апреля 2023 года возглавил «Химки», став первым в российской истории главным тренером трёх команд высшего дивизиона в течение одного сезона. После того как «Химки» по итогам сезона 2022/23 покинули Премьер-лигу, Талалаев стал первым тренером, при котором высший дивизион покинули три команды, к тому же, «Торпедо», которое Талалаев тренировал в ходе сезона, также покинуло Премьер-лигу. По итогам сезона 2023/24 «Химки» заняли первое место в Первой лиге и вернулись в Премьер-лигу. 20 июня 2024 года Талалаев объявил об уходе из клуба.
6 сентября 2024 года назначен главным тренером «Балтики». 10 мая 2025 года «Балтика» под руководством Талалаева за два тура до конца сезона в Первой лиге обеспечила себе место в Премьер-лиге.

## Личная жизнь
Жена — Елена. Занималась лыжами, затем перешла в риелторский бизнес, впоследствии став руководителем агентства недвижимости. Двое сыновей (1993 и 2003 г. р.). Старший Андрей играл на любительском уровне, также был в заявке клуба ФНЛ дзержинского «Химика» на сезон 2014/15.

## Телевидение
Некоторое время работал на телеканале «Спорт». Комментировал матчи чемпионата России, Англии, Лиги чемпионов и Кубка УЕФА. В паре с Владимиром Стогниенко комментировал матчи чемпионата мира 2006 года, чемпионатов Европы 2008 и 2020 года, финал Лиги чемпионов УЕФА 2008 и финал Кубка УЕФА 2008. Регулярно выступал в роли эксперта телеканала «Матч ТВ» на ряде центральных матчей.

## Статистика в качестве главного тренера
| Команда            | Начало работы   | Окончание работы | Результаты | Результаты | Результаты | Результаты | Результаты | Результаты | Результаты | Результаты |
| Команда            | Начало работы   | Окончание работы | И          | В          | Н          | П          | ГЗ         | ГП         | РМ         | В %        |
| ------------------ | --------------- | ---------------- | ---------- | ---------- | ---------- | ---------- | ---------- | ---------- | ---------- | ---------- |
| «Ростов» (мол.)    | 11 января 2011  | 3 августа 2011   | 18         | 5          | 2          | 11         | 15         | 30         | −15        | 027,78     |
| «Ростов» (и. о.)   | 21 июня 2011    | 30 июня 2011     | 2          | 0          | 1          | 1          | 3          | 4          | −1         | 000,00     |
| «Росич»            | 3 февраля 2014  | 28 марта 2014    | 0          | 0          | 0          | 0          | 0          | 0          | +0         | —          |
| «Волга» (НН)       | 29 марта 2014   | 15 июня 2016     | 83         | 28         | 13         | 42         | 88         | 122        | −34        | 033,73     |
| «Тамбов»           | 8 сентября 2016 | 23 мая 2018      | 71         | 35         | 16         | 20         | 92         | 67         | +25        | 049,30     |
| «Пюник»            | 12 июня 2018    | 8 апреля 2019    | 31         | 14         | 6          | 11         | 35         | 33         | +2         | 045,16     |
| «Химки»            | 10 апреля 2019  | 22 января 2020   | 36         | 23         | 7          | 6          | 66         | 23         | +43        | 063,89     |
| «Крылья Советов»   | 28 июня 2020    | 25 июля 2020     | 6          | 2          | 3          | 1          | 8          | 5          | +3         | 033,33     |
| «Ахмат»            | 26 июля 2020    | 11 сентября 2022 | 77         | 33         | 12         | 32         | 105        | 105        | +0         | 042,86     |
| «Торпедо» (Москва) | 13 октября 2022 | 22 марта 2023    | 12         | 2          | 1          | 9          | 8          | 15         | −7         | 016,67     |
| «Химки»            | 11 апреля 2023  | 20 июня 2024     | 47         | 25         | 8          | 14         | 71         | 56         | +15        | 053,19     |
| «Балтика»          | 6 сентября 2024 | н. в.            | 27         | 18         | 6          | 3          | 50         | 14         | +36        | 066,67     |
| Всего              | Всего           | Всего            | 410        | 185        | 75         | 150        | 541        | 474        | +67        | 045,12     |

## Достижения

### Командные

#### Игрок
«Торпедо» (Москва)
- Бронзовый призёр чемпионата СССР: 1991
- Обладатель Кубка России: 1992/93
- Итого : 1 трофей

#### Тренер
«Химки»
- Победитель Первой лиги: 2023/24
- Итого : 1 трофей

«Балтика»
- Победитель Первой лиги: 2024/25
- Итого : 1 трофей

### Личные
- «Тренер года» (Армения, 2018)